# Glen Alpine, New South Wales
Glen Alpine este o suburbie în Sydney, Australia.